# Войлово (Псковская область)
Войлово — деревня на юге Куньинского района Псковской области России. Входит в состав Долговицкой волости.
Расположена у юго-восточного прибрежья Усмынского озера, в 56 км к югу от районного центра, посёлка Кунья и в 10 км к северо-западу от волостного центра, деревни Долговица.

## Население
Численность населения деревни составляет 58 жителей (2000 год).

## История
До 2005 года деревня входила в состав ныне упразднённой Усмынской волости.